# Mazan-l’Abbaye
Mazan-l’Abbaye ist eine französische Gemeinde mit 124 Einwohnern (Stand 1. Januar 2022) im Département Ardèche in der Region Auvergne-Rhône-Alpes.

## Geografie
Die Gebirgsgemeinde Mazan-l’Abbaye liegt im Süden Frankreichs im Zentralmassiv am Rand des Regionalen Naturpark Monts d’Ardèche, 82 Kilometer südwestlich von Saint-Étienne und 39 Kilometer südöstlich von Le Puy-en-Velay. Nachbargemeinden von Mazan-l’Abbaye sind Lanarce im Westen, Saint-Cirgues-en-Montagne im Norden, Le Roux im Südosten und Astet im Südwesten. Das Gemeindegebiet umfasst 4479 Hektar, die mittlere Höhe beträgt 1160 Meter über dem Meeresspiegel, die Mairie steht auf einer Höhe von 1137 Metern.
Mazan-l’Abbaye ist einer Klimazone des Typs Cfb (nach Köppen und Geiger) zugeordnet: Warmgemäßigtes Regenklima (C), vollfeucht (f), wärmster Monat unter 22 °C, mindestens vier Monate über 10 °C (b). Es herrscht Seeklima mit gemäßigtem Sommer.

## Geschichte
Der Name der Gemeinde ist von Mas d’Adam (‚Adams Landhaus‘) abgeleitet. Bevor das Dorf gegründet worden war, befand sich am Ort nur ein Mas, das der Seigneur des Ortes an das Bistum Viviers abtrat, das dort zwischen 1119 und 1122 das Kloster Mazan gründete. Bevölkert wurde das neugebaute Kloster mit Mönchen aus dem Kloster Bonnevaux in Lieudieu. Im Hundertjährigen Krieg (1337–1453) und in den Hugenottenkriegen wurde das Kloster geplündert. Infolge der Französischen Revolution (1789–1799) wurde das Kloster endgültig verlassen. Die Klosterkirche wurde für den Gottesdienst des Ortes weiterverwendet, bis sich im 19. Jahrhundert der Pfarrer von Mazan über die Kälte in der großen Kirche beschwerte. Der amtierende Bischof von Viviers ließ daraufhin Teile des romanischen Klosters abreißen und mit den Steinen eine kleinere Kirche erbauen.
Zwischen 1790 und 1794 wurde Mazeiras eingemeindet. 1793 erhielt Mazan-l’Abbaye im Zuge der Französischen Revolution den Status einer Gemeinde (noch als Mazan) und 1801 das Recht auf kommunale Selbstverwaltung. 1901 wurde die damalige Gemeinde Mazan et Mezeyrac in die Gemeinden Issanlas und Mazan aufgeteilt. Den heutigen Namen trägt die Gemeinde erst seit 1954.

## Bevölkerungsentwicklung
| Jahr                       | 1793 | 1806 | 1836 | 1876 | 1896 | 1901 | 1906 | 1926 | 1946 | 1986 | 1990 | 1999 | 2006 | 2016 |
| -------------------------- | ---- | ---- | ---- | ---- | ---- | ---- | ---- | ---- | ---- | ---- | ---- | ---- | ---- | ---- |
| Einwohner                  | 960  | 1376 | 1590 | 2046 | 1756 | 973  | 1023 | 725  | 548  | 356  | 210  | 163  | 139  | 121  |
| Quellen: Cassini und INSEE |      |      |      |      |      |      |      |      |      |      |      |      |      |      |

Am meisten Einwohner hatte Mazan-l’Abbaye 1876 (2046), danach gingen die Einwohnerzahlen stark zurück. Bisher am wenigsten Einwohner hatte die Gemeinde 2006 (139).

## Kultur und Sehenswürdigkeiten

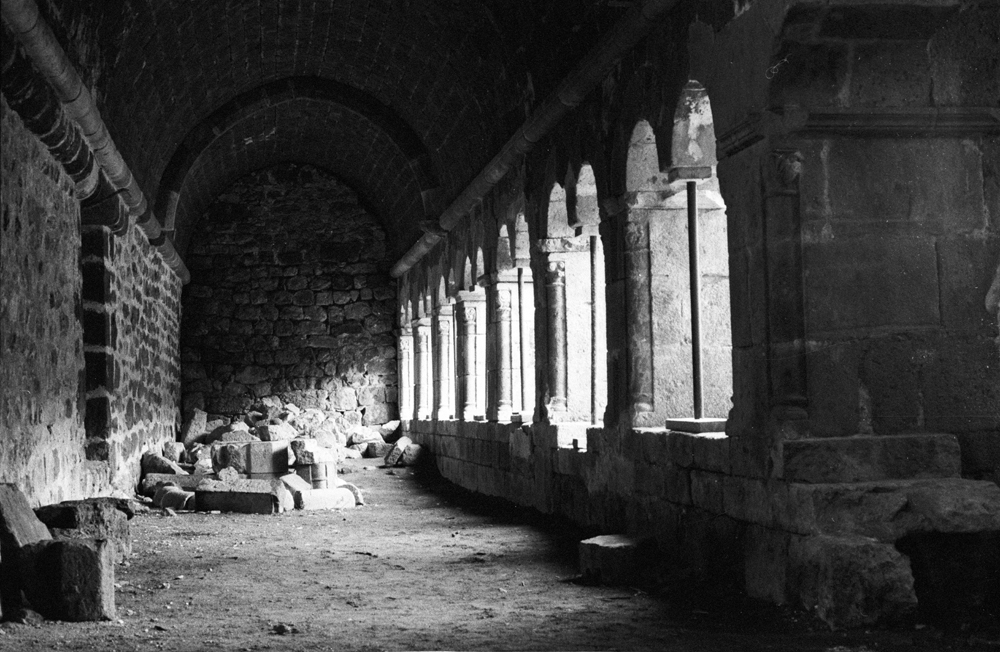
Kreuzgang des Klosters Mazan

Die Ruine des Klosters Mazan wurde 1946 als Monument historique (‚historisches Denkmal‘) klassifiziert.
Mazan-l’Abbaye ist Teil der römisch-katholischen Gemeinschaft B16-cl2, die zur Pfarrei Notre Dame de la Montagne des Bistums Viviers gehört. Die Kirche Notre-Dame de l’Assomption (‚Mariä Aufnahme in den Himmel‘) wurde im 19. Jahrhundert auf den Fundamenten der klösterlichen Backstube erbaut, da die Abteikirche zu groß und schlecht zu heizen war. 1843 wurde die neue Kirche geweiht. Der Schlussstein in der Kirche Notre-Dame de l’Assomption wurde im 15. Jahrhundert gefertigt. Er stammt vom Brunnen im Kreuzgang des Klosters und wurde 1969 als Monument historique eingestuft.

## Lokale Produkte
Auf dem Gemeindegebiet gelten kontrollierte Herkunftsbezeichnungen (AOC) für Rindfleisch (Fin gras du Mézenc) und Picodon sowie geschützte geographische Angaben (IGP) für Geflügel (Volailles d’Auvergne), Wurst (Saucisson de l’Ardèche), Schinken (Jambon de l’Ardèche) und Wein (Ardèche und Méditerranée). Die Rinder, aus denen Fin gras du Mézenc hergestellt wird, werden mit Heu gefüttert, das auf den Bergen eines bestimmten Gebiets gewachsen ist. Der Schinken Jambon de l’Ardèche wird mit Salz, Pfeffer und Gewürzen eingerieben und gepökelt. Während seiner siebenmonatigen Reifephase wird er mit einer Mischung aus Schmalz, Gewürzen und Kastanienmehl bestrichen.